# Zamach na Maksa Petersa

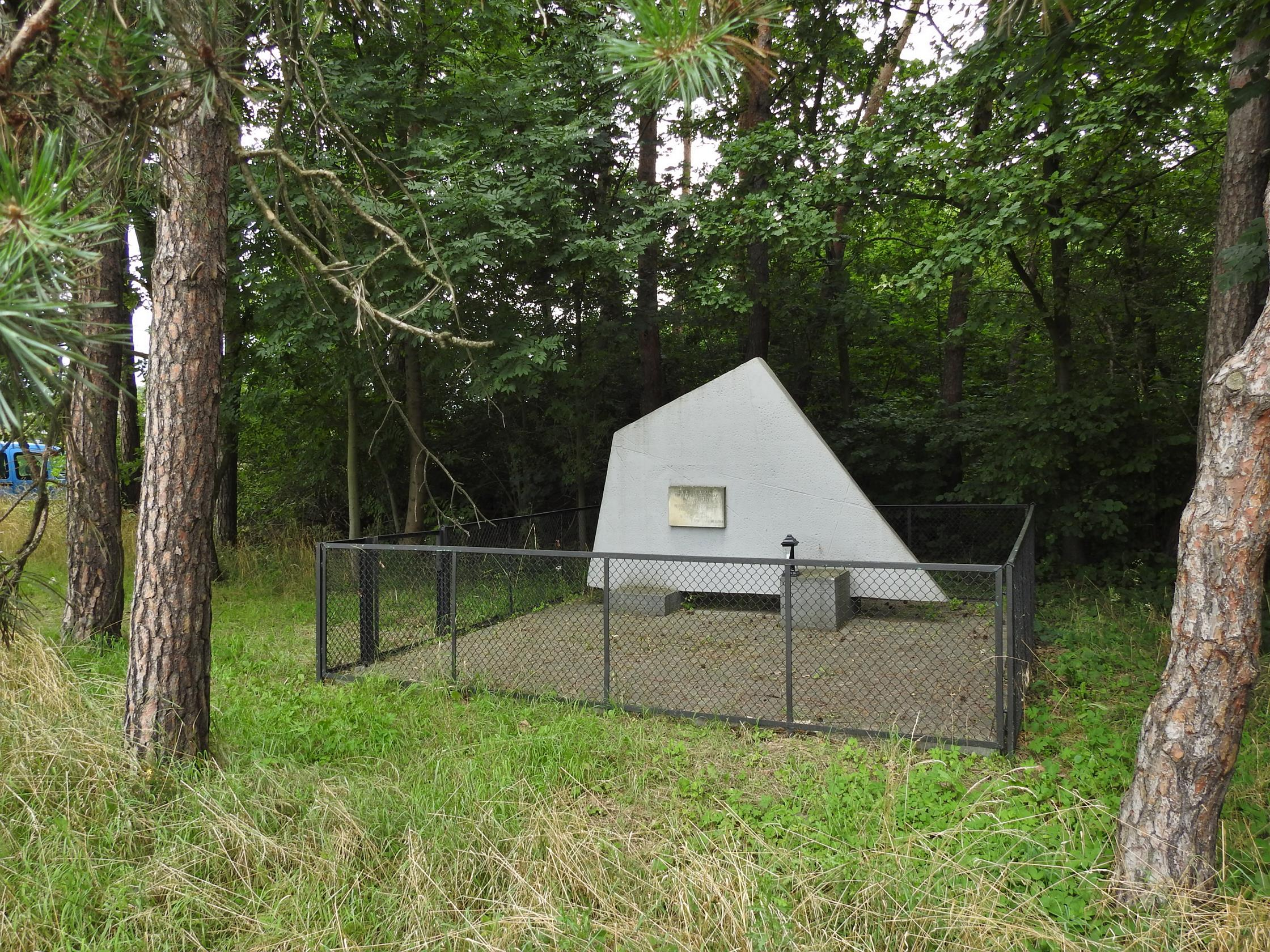
Pomnik pamięci ofiar niemieckich egzekucji podczas II wojny światowej w Lesie Wełeckim

Zamach na Maksa Petera – zamach wykonany 12 lipca 1944 przez grupę bojową Armii Krajowej, w czasie którego zabity został SS-Oberscharführer Maks Peters, zastępca szefa Sicherheitspolizei w Busku Zdroju.

## Przygotowania i przebieg zamachu
Z powodu wzrostu terroru na terenie powiatu po przybyciu do Buska Zdroju gestapowca Maksa Petersa, oraz mając na uwadze jego zbrodnie popełnione na partyzantach i ludności cywilnej, obwodowy sąd partyzancki Armii Krajowej wydał na niego wyrok śmierci. Dowodzona przez Michała Lasaka ps. „Kaczmarek” grupa bojowa wyznaczona do dokonania zamachu składała się z 4 osób. Oprócz dowódcy w skład grupy wchodzili:
- Piotr Pałys ps. „Kruk” z Solca Zdroju,
- Jan Grochowski ps. „Śmietana” ze wsi Ostrowce,
- Hieronim Stężowski ps. „Rybiarz” z Tarnowa.

Zamach na gestapowca został przeprowadzony 12 lipca 1944 na rynku w Busku. W czasie akcji Maks Peters został zabity, a towarzyszący mu kapral Kuhn, pomimo że był ranny, zdołał zbiec. Po udanej akcji grupa zameldowała się u kwaterującego w Łagiewnikach majora Wacława Ćmakowskiego i złożyła raport o wykonaniu zamachu.

## Konsekwencje zamachu
Kilka dni później, 19 lipca 1944 r. nieopodal Buska, podczas egzekucji w Lesie Wełeckim, Niemcy zastrzelili dwudziestu dziewięciu Polaków, mieszkańców Buska-Zdroju, Tucząp, Jarosławic oraz Nowego Korczyna. Wielu spośród zabitych mężczyzn należało do Armii Krajowej i Batalionów Chłopskich. Była to jedna z wielu egzekucji dokonanych na tym terenie podczas II wojny światowej.

## Upamiętnienie
Na ścianie jednego z budynków buskiego rynku umieszczono tablicę pamiątkową z napisem:

W tym miejscu dnia 11 lipca 1944 roku grupa dywersyjna Armii Krajowej wykonała wyrok na gestapowcu krwawym kacie w byłym powiecie buskim w odwet za zbrodnie popełnione na partyzantach AK BCh i ludności cywilnej w latach okupacji hitlerowskiej.